# Segunda División de México 1962-63
La Temporada 1962-63 de la Segunda División de México fue el decimotercer torneo de la historia de la segunda categoría del fútbol mexicano. Se disputó entre los meses de junio de 1962 y enero de 1963. Contó con 16 equipos. El Zacatepec fue el campeón de la categoría ganando así su ascenso a la Primera División justo después de haber descendido la temporada anterior.

## Cambios
- UNAM ascendió a Primera División.
- Zacatepec descendió desde el máximo circuito.
- Tigres de la U de NL regresó a antigua denominación, el Club de Fútbol Nuevo León.

## Formato de competencia
Los dieciséis equipos compiten en un grupo único, todos contra todos a visita recíproca. Se coronaria campeón el equipo con la mayor cantidad de puntos y así conseguir el ascenso; si al final de la campaña existiera empate entre dos equipos en la cima de la clasificación, se disputaría un duelo de desempate para definir al campeón, esto claro sin considerar de por medio ningún criterio de desempate.

## Equipos participantes

### Equipos por Entidad Federativa
| Entidad Federativa | N.º | Equipos                       |
| ------------------ | --- | ----------------------------- |
| Veracruz           | 3   | Orizaba, Poza Rica y Veracruz |
| Coahuila           | 2   | Cataluña y Laguna             |
| Hidalgo            | 2   | Cruz Azul y Pachuca           |
| Michoacán          | 2   | La Piedad y Zamora            |
| Tamaulipas         | 2   | Refinería Madero y Victoria   |
| Estado de México   | 1   | Texcoco                       |
| Guanajuato         | 1   | Celaya                        |
| Morelos            | 1   | Zacatepec                     |
| Nayarit            | 1   | Tepic                         |
| Nuevo León         | 1   | Nuevo León                    |

### Información sobre los equipos participantes
| Equipo                  | Ciudad                      | Estadio                      |
| ----------------------- | --------------------------- | ---------------------------- |
| Cataluña                | Torreón, Coahuila           | San Isidro                   |
| Celaya                  | Celaya, Guanajuato          | Miguel Alemán Valdés         |
| Cruz Azul               | Jasso, Hidalgo              | 10 de Diciembre              |
| La Piedad               | La Piedad, Michoacán        | Juan N. López                |
| Laguna                  | Torreón, Coahuila           | San Isidro                   |
| Orizaba                 | Orizaba, Veracruz           | Moctezuma                    |
| Pachuca                 | Pachuca, Hidalgo            | Revolución Mexicana          |
| Poza Rica               | Poza Rica, Veracruz         | Parque Jaime J. Merino       |
| Refinería Madero        | Ciudad Madero, Tamaulipas   | Tampico                      |
| Tepic                   | Tepic, Nayarit              | Nicolás Álvarez Ortega       |
| Texcoco                 | Texcoco, Estado de México   | Municipal de Texcoco         |
| U. de N.L. - Nuevo León | Monterrey, Nuevo León       | Tecnológico                  |
| Veracruz                | Veracruz, Veracruz          | Parque Deportivo Veracruzano |
| Ciudad Victoria         | Ciudad Victoria, Tamaulipas | Marte R. Gómez               |
| Zacatepec               | Zacatepec, Morelos          | Campo del Ingenio            |
| Zamora                  | Zamora, Michoacán           | Moctezuma                    |

## Clasificación
| Pos. | Equipo                  | Pts. | PJ | G  | E  | P  | GF | GC | Dif. |                            |
| ---- | ----------------------- | ---- | -- | -- | -- | -- | -- | -- | ---- | -------------------------- |
| 1    | Zacatepec (C)           | 44   | 30 | 19 | 6  | 5  | 47 | 20 | +27  | Ascenso a Primera División |
| 2    | Ciudad Madero           | 43   | 30 | 17 | 9  | 4  | 58 | 30 | +28  |                            |
| 3    | Poza Rica               | 42   | 30 | 18 | 6  | 6  | 76 | 33 | +43  |                            |
| 4    | Pachuca                 | 40   | 30 | 16 | 8  | 6  | 61 | 37 | +24  |                            |
| 5    | Cruz Azul               | 35   | 30 | 15 | 5  | 10 | 58 | 41 | +17  |                            |
| 6    | Orizaba                 | 35   | 30 | 15 | 5  | 10 | 52 | 42 | +10  |                            |
| 7    | Laguna                  | 33   | 30 | 12 | 9  | 9  | 55 | 50 | +5   |                            |
| 8    | U. de N.L. - Nuevo León | 31   | 30 | 13 | 5  | 12 | 53 | 52 | +1   |                            |
| 9    | Tepic                   | 27   | 30 | 9  | 9  | 12 | 41 | 50 | −9   |                            |
| 10   | Veracruz                | 27   | 30 | 10 | 7  | 13 | 43 | 55 | −12  |                            |
| 11   | Cataluña                | 23   | 30 | 8  | 7  | 15 | 41 | 52 | −11  |                            |
| 12   | Zamora                  | 23   | 30 | 6  | 11 | 13 | 34 | 56 | −22  |                            |
| 13   | Celaya                  | 22   | 30 | 5  | 12 | 13 | 29 | 50 | −21  |                            |
| 14   | La Piedad               | 21   | 30 | 7  | 7  | 16 | 28 | 42 | −14  |                            |
| 15   | Ciudad Victoria         | 19   | 30 | 5  | 9  | 16 | 39 | 64 | −25  |                            |
| 16   | Texcoco                 | 15   | 30 | 5  | 5  | 20 | 22 | 63 | −41  |                            |

 Fuente: RSSSF
Criterios de clasificación: Puntos · Diferencia de goles · Goles a favor · Play-off
Notas:
1. ↑  Después de la jornada 13 el club Tigres de la U. de N.L. vendió su franquicia y esta volvió a competir como Nuevo León.

|                                |
| Zacatepec Campeón 2.do título. |

## Resultados
| Local \ Visitante  | CAT | CEL | CAZ | LPD | LAG | ORI | PAC | PZR | RMA | TEP | TEX | UNL/UNL | VER | VIC | ZAC | ZAM |
| ------------------ | --- | --- | --- | --- | --- | --- | --- | --- | --- | --- | --- | ------- | --- | --- | --- | --- |
| Cataluña           | —   | 5–0 | 0–1 | 3–1 | 0–0 | 3–2 | 1–0 | 0–4 | 2–3 | 0–1 | 3–1 | 1–1     | 1–1 | 3–0 | 0–1 | 1–1 |
| Celaya             | 2–2 | —   | 2–1 | 0–1 | 5–1 | 0–3 | 2–2 | 1–1 | 1–1 | 1–2 | 1–1 | 1–1     | 0–1 | 0–2 | 0–0 | 2–0 |
| Cruz Azul          | 2–1 | 3–0 | —   | 4–2 | 2–0 | 3–0 | 1–1 | 3–2 | 1–2 | 3–1 | 4–1 | 2–1     | 4–1 | 3–0 | 1–3 | 4–0 |
| La Piedad          | 3–1 | 0–1 | 0–0 | —   | 2–1 | 1–2 | 0–1 | 1–2 | 0–1 | 1–1 | 1–0 | 0–2     | 0–2 | 3–1 | 0–0 | 0–0 |
| Laguna             | 2–3 | 2–0 | 3–0 | 4–1 | —   | 3–1 | 1–1 | 3–2 | 2–2 | 1–1 | 5–0 | 1–0     | 3–0 | 3–2 | 1–2 | 3–0 |
| Orizaba            | 4–1 | 2–1 | 1–1 | 3–0 | 2–1 | —   | 2–3 | 1–0 | 2–2 | 2–1 | 0–0 | 3–1     | 2–0 | 3–2 | 1–1 | 1–0 |
| Pachuca            | 1–0 | 2–0 | 2–1 | 3–1 | 2–3 | 1–0 | —   | 3–3 | 1–1 | 4–1 | 4–1 | 6–1     | 3–0 | 3–0 | 3–1 | 5–0 |
| Poza Rica          | 0–2 | 3–0 | 2–0 | 2–1 | 6–0 | 5–2 | 5–2 | —   | 1–2 | 7–1 | 6–0 | 4–1     | 2–0 | 3–1 | 2–1 | 2–1 |
| Refinería Madero   | 3–0 | 2–2 | 3–1 | 0–0 | 1–1 | 3–1 | 2–1 | 1–0 | —   | 1–0 | 3–0 | 2–1     | 7–1 | 4–1 | 0–1 | 3–0 |
| Tepic              | 6–2 | 0–0 | 2–4 | 1–3 | 1–1 | 1–2 | 0–1 | 0–0 | 2–2 | —   | 2–0 | 1–0     | 2–1 | 1–2 | 1–2 | 2–1 |
| Texcoco            | 2–1 | 1–2 | 1–2 | 2–2 | 1–2 | 2–1 | 0–0 | 0–3 | 0–1 | 2–3 | —   | 1–2     | 2–0 | 2–1 | 0–3 | 0–0 |
| U. de N.L./Jabatos | 3–0 | 2–2 | 3–2 | 1–0 | 1–1 | 1–4 | 4–2 | 1–1 | 2–1 | 1–2 | 4–0 | —       | 1–2 | 4–2 | 2–0 | 3–1 |
| Veracruz           | 1–1 | 3–1 | 2–2 | 0–2 | 6–0 | 0–2 | 1–1 | 2–2 | 0–1 | 3–2 | 1–0 | 4–3     | —   | 3–1 | 0–0 | 5–2 |
| Victoria           | 1–1 | 1–1 | 2–1 | 1–0 | 2–2 | 2–1 | 2–3 | 2–2 | 2–2 | 1–1 | 1–2 | 1–4     | 1–1 | —   | 1–2 | 2–2 |
| Zacatepec          | 2–1 | 4–0 | 2–1 | 0–0 | 2–1 | 1–0 | 3–0 | 0–2 | 1–0 | 1–1 | 3–0 | 5–1     | 1–0 | 2–0 | —   | 3–0 |
| Zamora             | 3–2 | 1–1 | 1–1 | 3–2 | 2–2 | 2–2 | 0–0 | 1–2 | 3–2 | 1–1 | 2–0 | 0–1     | 4–2 | 2–2 | 1–0 | —   |